# Pirovac
Pirovac je naselje na Hrvaškem, ki je središče občine Pirovac Šibeniško-kninske županije.
Pirovac, naselje z manjšim pristaniščem v Dalmaciji, leži 23 km severozahodno od Šibenika na severovzhodni obali Pirovačkega zaljeva ob državi cesti D8, imenovani Jadranska magistrala. Pred mestom v zalivu leži otoček Sustipanac. Od leta 1298, ko se v starih listinah prvič omenja, se je imenoval Zloselo, današnje ime pa je dobil leta 1912. V zgodnjem srednjem veku je bil v lasti bribirskih knezov Šubićev, od 1298 šibeniške škofije in plemiške družine Dragančić-Vrančić. V 17. stoletju se je del prebivalcev zaradi turških napadov umaknil na otok Murter. V samem mestu je delno ohranjen obrambni zid, katerega je dal okoli leta 1505 postaviti Petar Draganić. Župnijska cerkev sv. Jurja je bila postavljena leta 1506, ter v 18. stoletju prenovljena v baročnem slogu. Na pokopališču stoji kapela družine Dragančić- Vrančić s sarkofagom okrašenega z reliefom, katerega sta leta 1447 po načrtih Jurja Dalmatinca izdklesala šibeniški kamnosek Andrija Budičić in benečan Lorenzo Pincino.

## Demografija
| Pregled števila prebivalcev po letih | Pregled števila prebivalcev po letih | Pregled števila prebivalcev po letih | Pregled števila prebivalcev po letih | Pregled števila prebivalcev po letih | Pregled števila prebivalcev po letih | Pregled števila prebivalcev po letih | Pregled števila prebivalcev po letih | Pregled števila prebivalcev po letih | Pregled števila prebivalcev po letih | Pregled števila prebivalcev po letih | Pregled števila prebivalcev po letih | Pregled števila prebivalcev po letih | Pregled števila prebivalcev po letih | Pregled števila prebivalcev po letih |
| ------------------------------------ | ------------------------------------ | ------------------------------------ | ------------------------------------ | ------------------------------------ | ------------------------------------ | ------------------------------------ | ------------------------------------ | ------------------------------------ | ------------------------------------ | ------------------------------------ | ------------------------------------ | ------------------------------------ | ------------------------------------ | ------------------------------------ |
| 1857                                 | 1869                                 | 1880                                 | 1890                                 | 1900                                 | 1910                                 | 1921                                 | 1931                                 | 1948                                 | 1953                                 | 1961                                 | 1971                                 | 1981                                 | 1991                                 | 2001                                 |
| 784                                  | 823                                  | 820                                  | 1030                                 | 1210                                 | 1348                                 | 1615                                 | 1703                                 | 1644                                 | 1675                                 | 1570                                 | 1556                                 | 1480                                 | 1513                                 | 1608                                 |